# Cartoon Network Hollandia
A Cartoon Network Hollandia (hollandul: Cartoon Network Nederlands) a Cartoon Network rajzfilmadó holland-belga adásváltozata. 1993. szeptember 17-e óta elérhető Hollandiában és Belgiumban, de ekkor még csak az adó páneurópai változatát lehetett fogni angol nyelven, de ma már hollandul megy az összes műsor. A csatorna Hollandiában és Belgiumban érhető el hollandul és angolul.

## Története
A CN Európa adása 1993. szeptember 17-én vált elérhetővé Hollandiában, de ekkor még csak angolul volt látható. 1997. július 12-én bevezették a holland adást, ám az nem sokkal később, 2001-ben megszűnt. 2000. február 1-jén indult a CartoonNetwork.nl, az adó holland honlapja. 2000. április 13-án indult a holland Cartoon Network Magazin. 2009. január 12-én vált ismét külön a CN Európától, és ekkor lett 24 órás, de némely szolgáltatónál csak a TCM-mel osztott 15 órás változat érhető el.

## Műsorai
Nagyrészt azokat a műsorokat sugározza, mint a magyar Cartoon Network. Néhány műsorszám látható volt a Yorin csatornán, amelyen korábban Cartoon Network-blokkot is vetítettek.